# Violeta Isfel
Violeta Isfel Garma García (Cidade do México, 11 de junho de 1985), mais conhecida como Violeta Isfel, é uma atriz mexicana.

## Filmografia

### Televisão
- Mi marido tiene familia (2017) - Clarissa Musi
- La vecina (2015-2016) - Lorena
- Yo no creo en los hombres (2014-2015) - Nayeli Campos
- Porque el amor manda (2012-2013) - Maricela Pérez-Castellanos
- Como dice el dicho (2012) - Cecilia
- Una familia con suerte (2011-2012) - Mónica Rinaldi Ruiz
- Atrévete a soñar (2009-2010) - Antonella Rincón Peña
- La rosa de Guadalupe (2008) - Pola
- Las tontas no van al cielo (2008) - Lucía López Carmona
- Lola, érase una vez (2007-2008) - Gabriela Miranda
- Peregrina (2005) - Charito
- Rubí (2004) - Manita
- ¡Vivan los niños! (2002) - Florencia
- Entre el amor y el odio (2002) - Paz
- María Isabel (1997) - Gloria Mendiola
- Mujer, casos de la vida real (1994-2006)

### Cinema
- Hotel Transylvania (2012) - Mavis (dublagem)
- Hotel Transylvania 2 (2015) - Mavis (dublagem)
- Hotel Transylvania 3: Summer Vacation (2018) - Mavis (dublagem)

### Teatro
- Cheka tu Mail (2013)[2]
- Cenicienta (2013)[3]
- Hércules, el musical (2012)[4]
- Los monólogos de la vagina (2012)[5]
- Muerte de Cuna o Porfavor Concédeme un café (2012)[6]

## Prêmios e indicações

### Prêmio TVyNovelas
| Ano  | Categoria                    | Telenovela                 | Resultado |
| ---- | ---------------------------- | -------------------------- | --------- |
| 2010 | Melhor atriz co-protagonista | Atrévete a soñar           | Venceu    |
| 2009 | Revelação feminina           | Las tontas no van al cielo | Indicado  |

### Kids Choice Awards
| Ano  | Categoria                                 | Trabalho               | Resultado |
| ---- | ----------------------------------------- | ---------------------- | --------- |
| 2013 | Dubladora favorita                        | Hotel Transylvania     | Indicado  |
| 2012 | Atriz coadjuvante favorita                | Una familia con suerte | Indicado  |
| 2010 | Personagem feminino favorito em uma série | Atrévete a soñar       | Indicado  |
| 2010 | Vilão Favorito                            | Atrévete a soñar       | Venceu    |
| 2010 | Figurino favorito                         | Atrévete a soñar       | Indicado  |